# Osem Investments
Osem Investments (hebrejsky: אסם השקעות, Osem Haška'ot, zkráceně jen Osem, אסם, zkratka OSEM) je izraelská firma.

## Popis

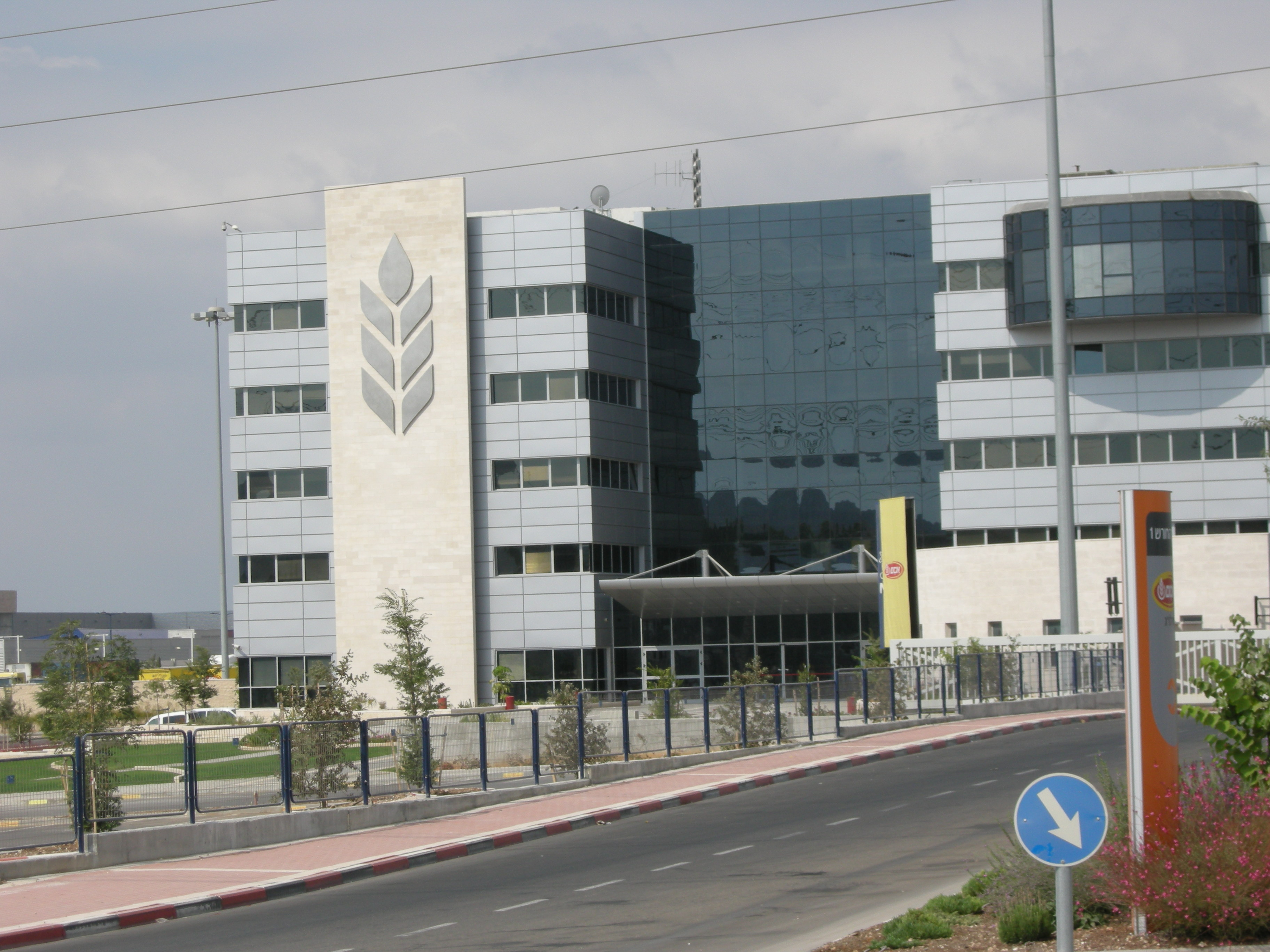
Budova podniku Osem ve městě Modi'in

Jde o firmu zaměřující se na potravinářský průmysl. Byla založena roku 1942 jako společný podnik pro distribuci potravin tří samostatných výrobců. Později srostla do jedné potravinářské firmy. Roku 1946 zřídila první vlastní továrnu v Bnej Brak. V 50. letech 20. století byla z velké části zodpovědná za zásobování populace nově vzniklého státu Izrael potravinami, v době ekonomických těžkostí a řízené ekonomiky. Roku 1964 vyrostla továrna ve městě Cholon. Od roku 1970 expandovala do sektoru pekařských výrobků. Roku 1974 byla otevřena továrna Osemu ve městě Jokne'am. Roku 1976 došlo k zakoupení pozemků v Petach Tikva, kde pak vznikla firemní centrála a centrální sklady. Roku 1986 postavila firma novou továrnu v Sderotu. Od roku 1991 započala firma s distribucí kávy. Od roku 1992 je obchodována na Telavivské burze cenných papírů a je zařazena do indexu TA-25. Od roku 1995 začala získávat majetkový podíl v Osemu mezinárodní potravinářská firma Nestlé, jejíž podíl postupně narostl až na 53 %. Následoval další rozvoj firmy.
Podle dat z roku 2010 byla firma Osem 19. největším průmyslovým podnikem v Izraeli podle tržeb, které roku 2010 dosáhly 3,807 miliardy šekelů, a 4. největší firmou v sektoru potravinářského průmyslu.